# Rynek w Łucku
Rynek w Łucku – jeden z najstarszych i historycznie najważniejszych punktów Łucka. Plac zaistniał w epoce późnego średniowiecza, rozkwitł po nadaniu miastu prawa magdeburskiego. Był to główny plac miejski, społeczno-polityczne centrum miasta, miejsce zebrań i usytuowanie urzędów. 
Tu odbywał się handel z wieloma miastami Europy i Wschodu. Wokół Rynku skupiały się najbogatsze dzielnice  miasta. Plac wielokrotnie nawiedzały pożary. W XVIII wieku sytuacja uległa zmianie. Spłonął ratusz i rynek zaczął rozbudowywać się; plac tracił swoje znaczenie jako centrum  miasta z prawem  magdeburskim. Przed II wojną światową na rynku odbywały się targi, z czasem stracił na znaczeniu jako centrum ekonomiczne miasta. Obecnie plac został odrestaurowany.

## Historia

### Początki
Na podstawie badań geologicznych wiadomo, że przed okresem zasiedlenia środkowe wzgórze łuckiego przedmieścia było usytuowane niewiele ponad poziomem wody w rzece Styr, co powodowało podtopienia. Od X wieku nie notuje się podmyć w tej części miasta, co spowodowało osiedlenie ludności, wzrost tej tendencji ma miejsce do końca X wieku. Od XII wieku na wzgórzu rynkowym rozwija się handel, w którym biorą udział miejscowi kupcy oraz przyjezdni handlarze podróżujący przez Wołyń handlowym szlakiem Wschód-Zachód. 
W XIII wieku Łuck zaczął odgrywać istotne znaczenie w wymiarze politycznym, wówczas zacieśniły się stosunki z innymi miastami Środkowej Europy. W tym okresie powstały dzielnice koncentrujące się wokół świątyń. W 1432 roku król Władysław II Jagiełło nadał miastu prawo magdeburskie.

### Rozwój ekonomiczny i polityczne

#### Magistrat

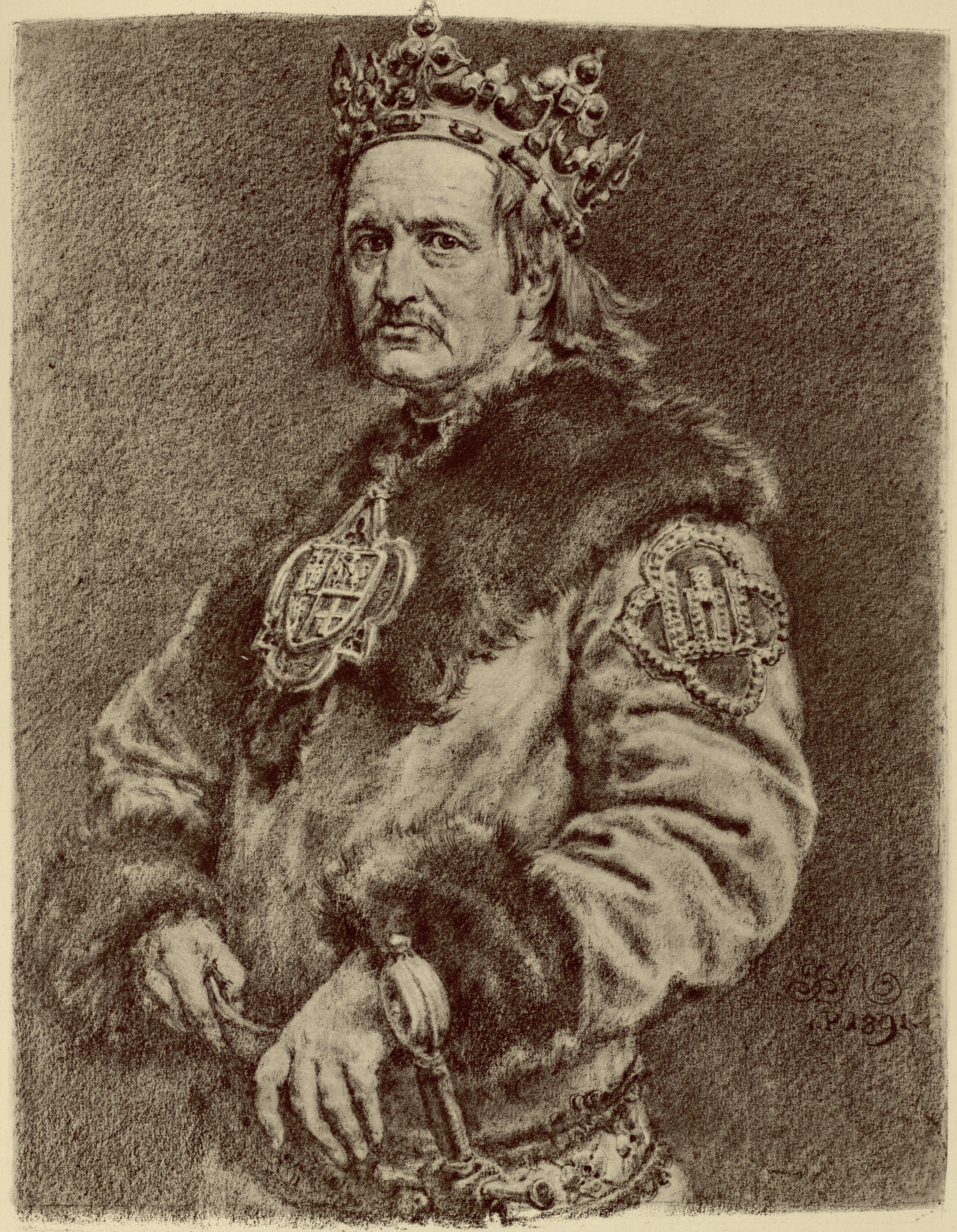
Władysław II Jagiełło nadał miastu prawo magdeburskie

Prawo magdeburskie w Łucku pozwoliło umocnić tendencje wynikające z poprzednich stuleci. Zaszły istotne zmiany społeczne, powstała nowa warstwa – mieszczanie. Przeważnie byli to kupcy i rzemieślnicy. Ich domostwa koncentrowały się za zachodnią ścianą Okólnego Zamku. Przedstawiciele uprzywilejowanych stanów stracili prawo do osiedlania się w mieście. Duchowieństwo, urzędnicy, książęta i magnaci zazwyczaj mieszkali na terenie zamku, choć niektórzy z nich zabiegali o wyjątkowe pozwolenia na osiedlenie w mieście. 
Dzięki wprowadzeniu prawa magdeburskiego uregulowano przywileje i obowiązki mieszczan. Wydarzenia związane z tym procesem rozgrywały się głównie na Rynku, gdzie  usytuowano specjalną placówkę odpowiedzialną za egzekwowanie nowego prawa miejskiego. Rynek stał się politycznym i ekonomicznym centrum miasta. Mieszkańcy Łucka powołali do życia nowy urząd – magistrat, składający się z dwóch izb: wyższej – sądu ławniczego z wójtem na czele i niższej, której przewodził burmistrz. W tym okresie ustanowiono też jednostki miary w handlu towarami. Rynek był także miejscem wydarzeń o charakterze obywatelsko-politycznym. Na placu wygłaszano królewskie i magistrackie obwieszczenia, przeprowadzano egzekucje, było to miejsce zebrań ludowych. W ratuszu zasiadał specjalny sąd rozpatrujący konflikty z przyjezdnymi kupcami.

#### Pieniądze
Miasto otrzymało prawo zorganizowania dwutygodniowych jarmarków, które odbywały się trzy razy do roku. Na przełomie XIV—XV wieku na Rynku wykorzystywano różne monety, odz: grzywny typu kijowskiego i nowogrodzkiego, monety Złotej Ordy i tzw. sumy, praskie grosze, litewskie denary, monety polskie. Łuck miał swoją mennicę, w której w latach 1385—1388, za czasów księcia Witolda, bito monety Wielkiego Księstwa Litewskiego z kolumną na rewersie. 

#### Stosunki handlowe
Miasto utrzymywało stosunki handlowe z Ligą Hanzatycką. W 1341 roku mieszkańcy Torunia uzyskali prawo handlu w mieście, co uprawniało ich do wwożenia do Łucka towarów Rejestru celnego w Toruniu. W 1374 roku toruński radca T. von der Linde wysłał do Łucka partię tkanin flamandzkich. Jeden z toruńskich kupców, krewny Mikołaja Kopernika po kądzieli z rodziny Watzenrode, odwiedził Łuck i zmarł nagle w nieznanych okolicznościach. 

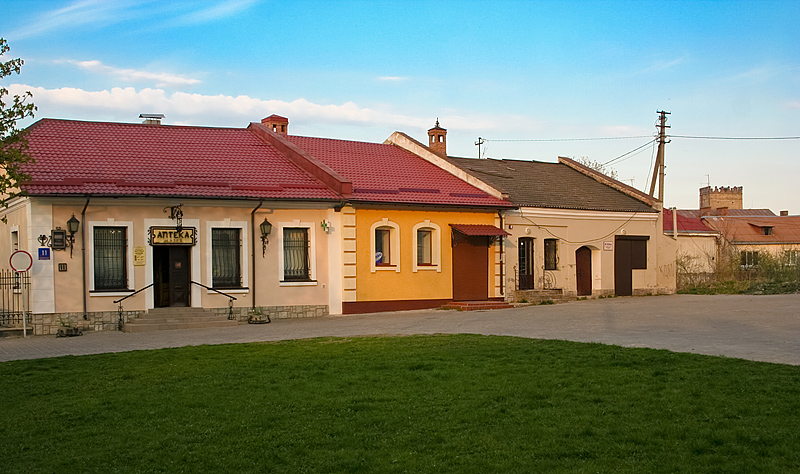
Zespół kamienic rynkowych z końca XVIII wieku

Wśród pozostałości średniowiecznych trafiają się przykłady «wyrobów z kamienia reńskiego» - rzadkie w Europie Wschodniej. 
Oprócz handlu z Hanzą Łuck utrzymywał stosunki ekonomiczne z innymi miastami i państwami w Europie. Z Francji przywożono tkaniny wełniane i jedwabie, wino, cukier, złoto, biżuterię, śledzie, wyroby apteczne. Z Węgier napływało wino, miedź, noże; z Czech - sukno. Z Łucka na zachód eksportowano miód, wosk, ryby, chleb, bydło, skóry, smołę, dziegieć itp. Przez kilkaset lat Łuck był centrum wyrobu chleba na Wołyniu. Kwitła współpraca z takimi miastami jak Lublin, Lwów, Kraków, Kamieniec Podolski.

### XIX i XX wiek
W 1795 roku Wołyń znalazł się w granicach Imperium Rosyjskiego. Prawo magdeburskie przestało obowiązywać. W latach trzydziestych XX wieku na Rynku odbywały się targi. Był tam szereg straganów umieszczonych na stałe. W czasie II wojny światowej Rynek został włączony do jednego z trzech gett żydowskich. Na przełomie lat pięćdziesiątych i sześćdziesiątych XX wieku w miejscu dawnego ratusza wybudowano dworzec autobusowy. Na środku placu umieszczono fontannę z kamiennymi łabędziami. Dziś Plac Rynkowy należy do zabytkowej części miasta  - jest zamknięty dla handlu, władze miejskie przeniesiono do innej dzielnicy, nie odbywają się tu żadne imprezy masowe. Obok Placu Zamkowego jest to drugi plac objęty opieką konserwatora zabytków. Przeważa zabudowa mieszkalna. Są tu kamienice z podziemiami z XVI—XVII wieku.

## Galeria

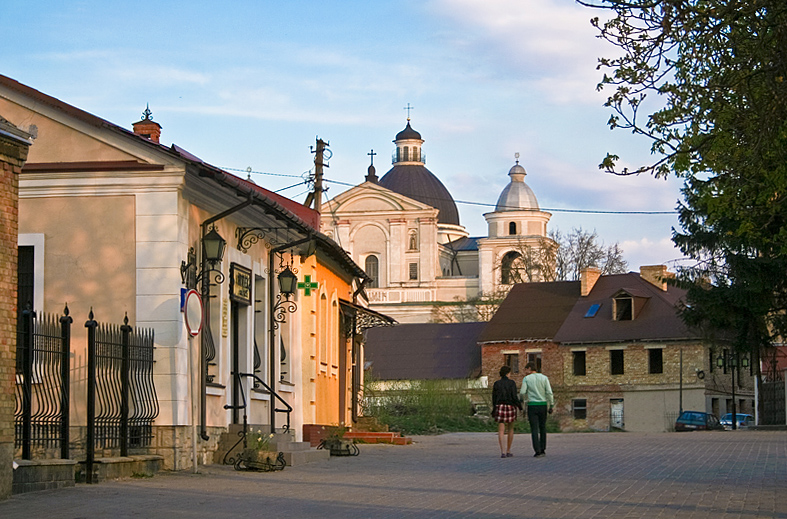
Widok na katedrę
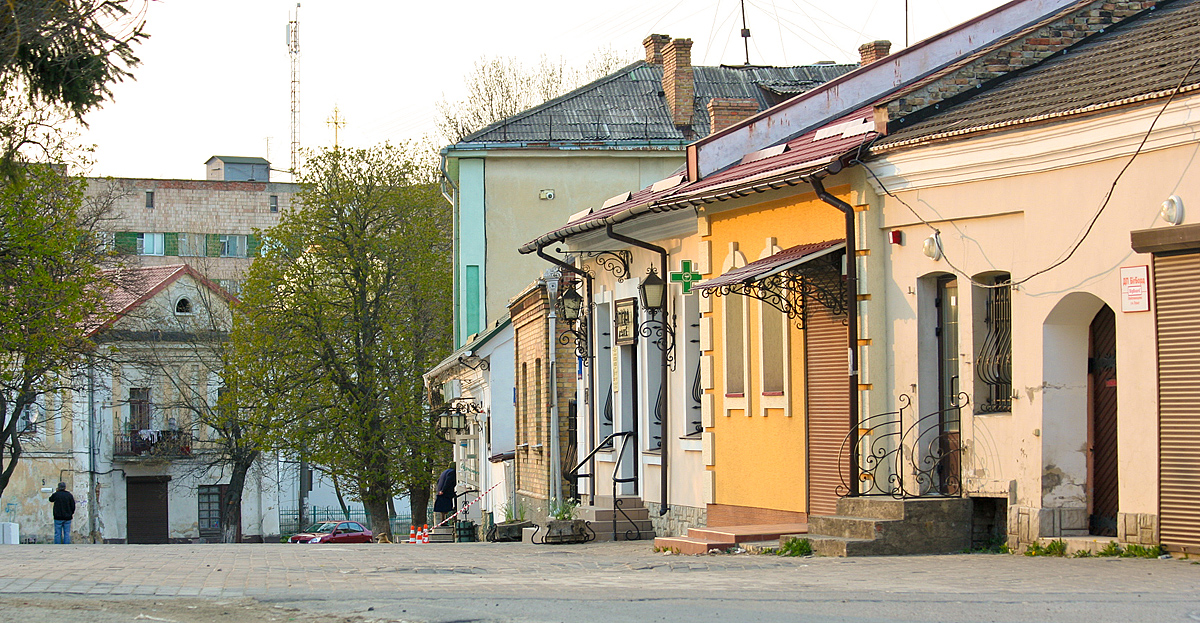
Rynek
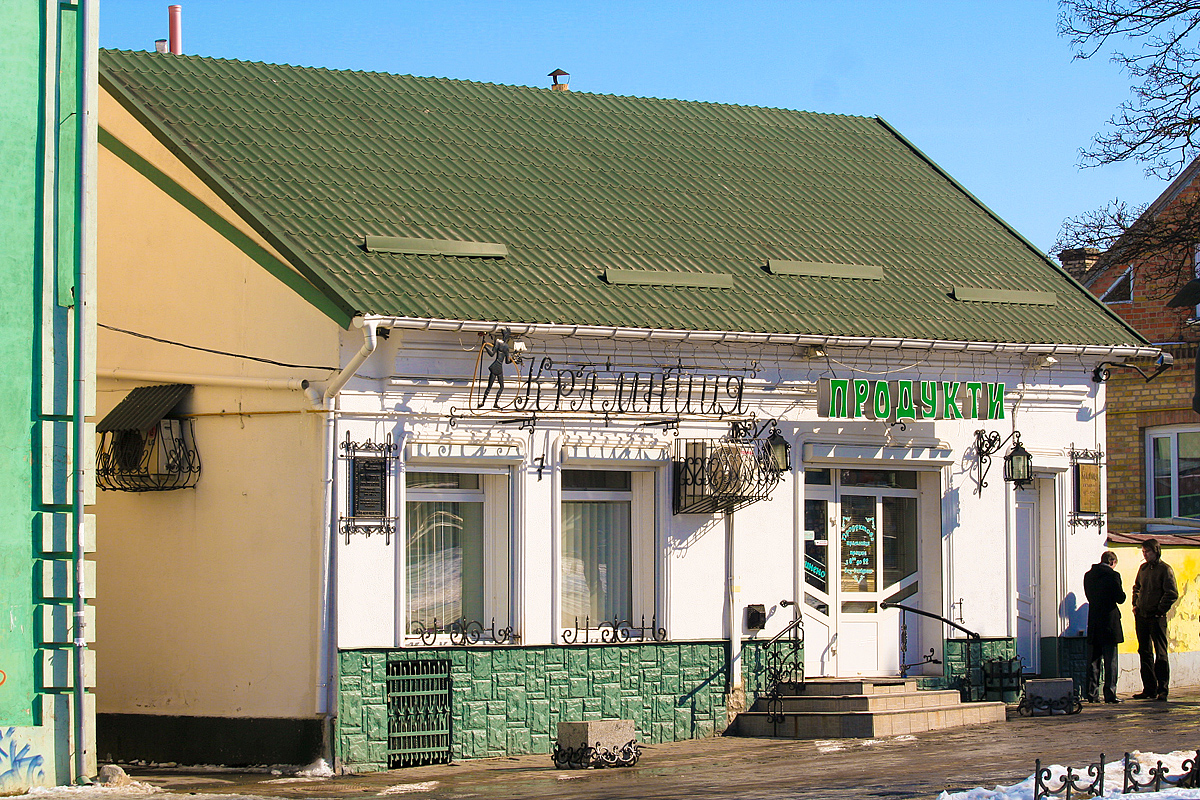
Kamienica z podziemiami z XVI—XVII wieku